# Nikolai Wladimirowitsch Mesenzow

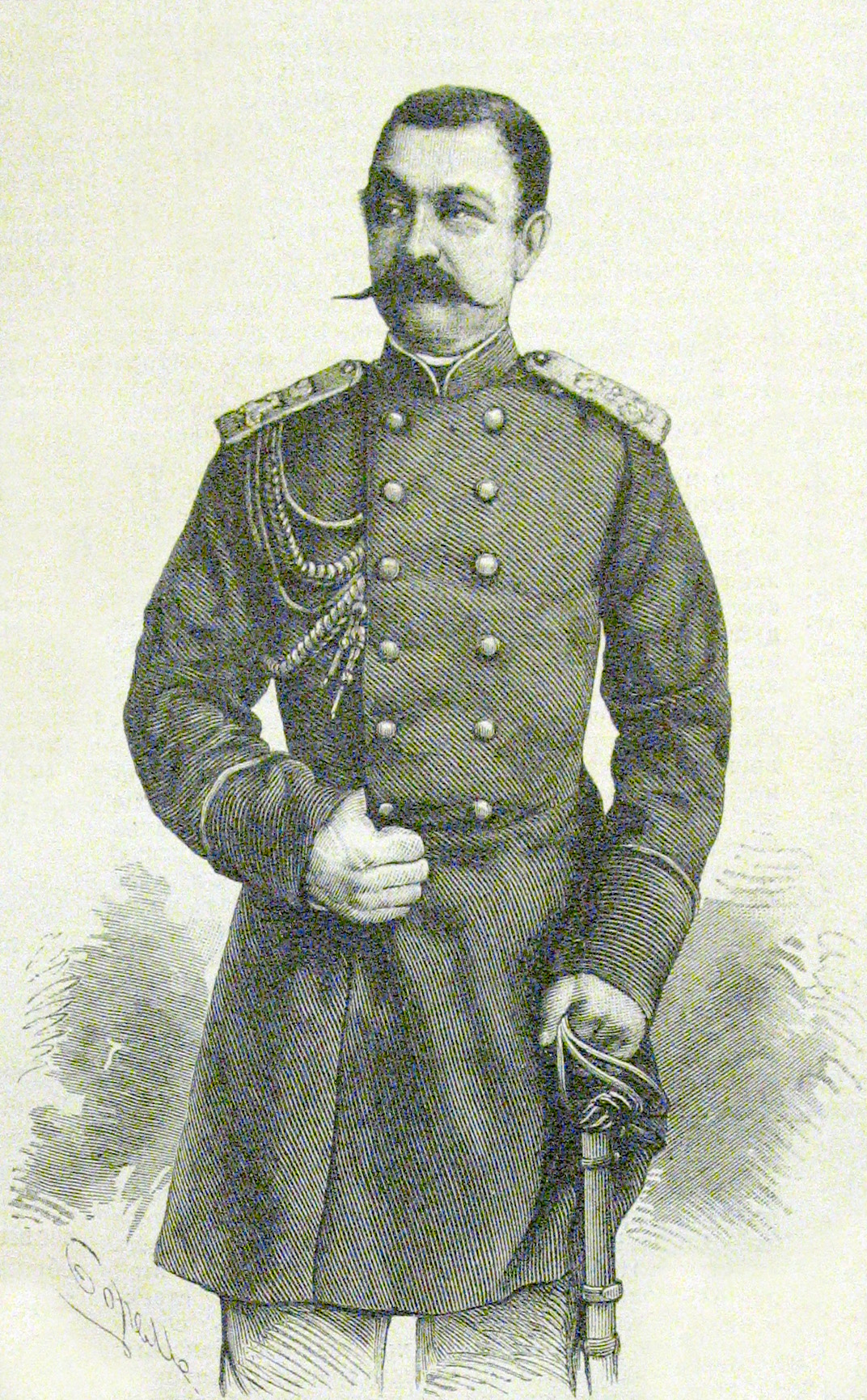
Nikolai Wladimirowitsch Mesenzow

Nikolai Wladimirowitsch Mesenzow (russisch Николай Владимирович Мезенцов, wiss. Transliteration Nikolaj Vladimirovič Mezencov; auch Nikolai Vladimirovich Mezentsov) (* 11. Apriljul. / 23. April 1827greg.; † 4. Augustjul. / 16. August 1878greg. in Sankt Petersburg) war ein russischer Staatsmann, General (1871) und Staatsrat (1877). Er war der Chef der Dritten Abteilung der geheimen Kanzlei des Kaisers (1876), d. h. der zaristischen Geheimpolizei. Er begann seine militärische Karriere 1845 und nahm am Krimkrieg teil. 1864 wurde er zum Stabschef des Gendarmeriecorps ernannt, 1876 zum Leiter der „Dritten Abteilung“ (Третье отделение).
Mesenzow wurde am 4. August 1878 von dem Anarchisten Sergei Krawtschinski in Sankt Petersburg als Reaktion auf die Hinrichtung von Iwan Kowalski erstochen.